# هشام مويسي
هشام مويسي (مواليد 21 سبتمبر 1982) هو لاعب كرة قدم جزائري متقاعد لعب كمدافع.

## المسيرة الكروية في النوادي
ظهر مويسي لأول مرة في الدوري الإسباني في 21 يونيو 2003.
في عام 2010، وقع مع نادي مولودية الجزائر.
في 16 ديسمبر 2010، غادر مويسي مولودية الجزائر ووقع عقدًا مع نادي تورناي حتى 2013. لقد شارك في مباراتين فقط مع مولودية الجزائر قبل مغادرة النادي.

## المسيرة الدولية
رغم ولادته في فرنسا، إلا أن مويسي لعب للجزائر تحت 23 سنة. في عام 2009، أفادت الأنباء أن رابح سعدان كان يفكر في استدعائه للمنتخب الجزائري، على الرغم من أن ذلك لم يتحقق.

## روابط خارجية
- هشام مويسي على موقع رابطة كرة القدم الفرنسية للمحترفين (الإنجليزية)
- هشام مويسي على موقع قاعدة بيانات كرة القدم.إي يو (الإنجليزية)
- هشام مويسي على موقع عالم كرة القدم.نت (الإنجليزية)